# Sidorejo (Sumberejo)
Sidorejo is een bestuurslaag in het regentschap Tanggamus van de provincie Lampung, Indonesië. Sidorejo telt 2160 inwoners (volkstelling 2010).